# Kim Hyung-chil
Kim Hyung-chil (* 1. Juli 1959; † 7. Dezember 2006 in Doha) war ein südkoreanischer Reiter.
Er nahm an den Vielseitigkeitswettbewerben bei den Olympischen Spielen 1988 in Seoul und 2004 in Athen teil. Mit der südkoreanischen Mannschaft gewann er die Silbermedaille bei den Asienspielen 2002 in Busan.
Bei den Asienspielen 2006 in Doha verunglückte er beim Hindernisritt tödlich, als er bei Hindernis Nr. 8 stürzte und sein Pferd auf ihn fiel.
| Personendaten    | Personendaten                         |
| ---------------- | ------------------------------------- |
| NAME             | Kim, Hyung-chil                       |
| KURZBESCHREIBUNG | südkoreanischer Vielseitigkeitsreiter |
| GEBURTSDATUM     | 1. Juli 1959                          |
| STERBEDATUM      | 7. Dezember 2006                      |
| STERBEORT        | Doha                                  |